# Rhizophascolonus crowcrofti
A Rhizophascolonus crowcrofti az emlősök (Mammalia) osztályának erszényesek (Marsupialia) alosztályágába, ezen belül a diprotodontia rendjébe és a vombatfélék (Vombatidae) családjába tartozó fosszilis faj.
Nemének eddig az egyetlen felfedezett faja.

## Tudnivalók
A Rhizophascolonus crowcrofti a kora miocén korszakban élt, azon a helyen ahol manapság Dél-Ausztrália fekszik. Ezt tartják az egyik legelső igazi vombatfélének.

## Fordítás
- Ez a szócikk részben vagy egészben  a   Rhizophascolonus című angol Wikipédia-szócikk ezen változatának fordításán alapul.  Az eredeti cikk szerkesztőit annak laptörténete sorolja fel. Ez a jelzés csupán a megfogalmazás eredetét és a szerzői jogokat jelzi, nem szolgál a cikkben szereplő információk forrásmegjelöléseként.